# Der Rommelpotspieler
Der Rommelpotspieler ist ein Bildmotiv des  holländischen Malers Frans Hals.
Der alte Rommelpotspieler steht in Halbfigur im Vordergrund ein wenig rechts von der Bildmitte, dreiviertel nach links gedreht. Den mit schwarzem Schlapphut bedeckten Kopf wendet er dem Betrachter zu. Mit der rechten Hand spielt er den Brummtopf und singt lächelnd dazu. Ihn umringen – je nach Version – fünf oder sechs Kinder, die fasziniert zuhören.  Rechts hinter ihm steht ein größerer Bursche mit rotem Barett oder Krempenhut. Links zeigen die Gemälde vier oder fünf kleinere Kinder; drei Knaben, die ihn anhimmeln sowie ein oder zwei Mädchen. Im Hintergrund links erscheinen in einer halbgeöffneten Tür noch zwei weitere Kinder. Der listige Rommelpotspieler trägt ein schwarzes Kostüm, darunter ein rotes Wams und ein weißes Hemd. Die Kinder tragen hellbraune oder dunkle Kostüme.
Obwohl Frans Hals hauptsächlich als Bildnismaler tätig war, stehen häufig die Genrebilder des Malers im Zentrum der Diskussionen. Viele Varianten zu Motivgruppen dieser Gattung sind Ende des 19. Jh. aufgetaucht. Bis in die jüngste Forschung sind widersprüchliche Gemäldezuschreibungen zu finden.
Man vermutet, dass der berühmte Haarlemer Genrebild- und Bildnismaler Frans Hals zwei Ur-Fassungen der Darstellung des musizierenden, lustigen aber auch listigen (Fuchsschwanz am Hut, traditionelles Narrenattribut) Rommelpotspieler geschaffen hat: eine mit fünf und eine mit sechs fröhlichen Kindern unterschiedlichen Alters im Vordergrund.
Beide Versionen sind in mehreren zeitgenössischen Werkstatt-Wiederholungs-Exemplaren erhalten. Bei der Katalogisierung 1974 wurden sieben Varianten verzeichnet, die in den Nebenfiguren differieren. Im Hintergrund in der Türöffnung sind in den meisten Fällen weitere zwei, in einem Fall drei Kinder dargestellt. Auch bei den Hauptfiguren gibt es Unterschiede. Von sechs Kindern sind das eine Mal drei, das andere Mal vier Jungen vorhanden. Die zwei Figuren im Türspalt aller zeitgenössisch ernst zu nehmenden Gemälde, sind in ähnlicher Weise angedeutet wie jene, die über den Köpfen der Figuren der lustigen Gesellschaft zu sehen sind. Bei einem Teil der nachweisbaren Exemplare handelt es sich mit Sicherheit oder Wahrscheinlichkeit um Werkstatt-Repliken, bei den übrigen um spätere Kopien.
Hals war schon zu Lebzeiten über Haarlems Grenzen hinaus sehr berühmt und hatte eine große Werkstatt, die seine Auftragsarbeiten ausführte, z. B. die Schützengilde-Gemälde. Dies ist auch durch die im Nachlassinventar 1679 verzeichneten Gemälde des Malers Jan van de Cappelle (1626–1679), der schon damals Hals sammelte, dokumentiert. Dieser Maler hatte unter anderem auch „een rommelpot“ und ließ sich von seinem Freund Rembrandt sowie von Hals porträtieren.
Hals’ Behandlung des Themas war zu dieser Zeit völlig neu. Es gibt im Werk von Hals kaum eine Komposition, die so oft wiederholt und kopiert worden, ist wie diejenige des Rommelpotspielers. Die Urfassung müsste aus stilistischen Gründen in der frühen Schaffenszeit des Meisters 1618–1622 entstanden und nach Vollendung längere Zeit im Besitz von Frans Hals geblieben sein und den von ihm abgeleiteten Wiederholungen zum Vorbild für Bestellungen gedient haben.
Die Darstellung war anscheinend außerordentlich beliebt. In keinem früheren Bild ist die Fröhlichkeit einer Kindergruppe in ausgelassener Stimmung aus nächster Nähe in voller Lebensgröße so sehr in den Mittelpunkt gesetzt. Darauf beruht die Wirkung des Gemäldes.
Dies ist der – für diese Zeit – neuartigen Weise, in der Hals das Thema gestaltet hat, zu verdanken. Während bei seinen Vorgängern wie Pieter Brueghel der Ältere und David Vinckboons die musizierenden Bettler mit ihren jugendlichen Zuhörern der Landschaft untergeordnet waren, ist bei Hals die Gruppe des Rommelpotspielers und der ihn umstehenden, bewundernden und heiteren Kinderschar erstmals Hauptsache und großfigurig stark impressionistisch – für diese Zeit – gemalt.
Das rote Barett, der Krempenhut oder die Pelzmütze, die der etwas ältere Narr zwinkernd mit herauszeigender Zunge trägt, deutet wohl auf eine Fastnachtsszene hin. Es wurde aber auch zu anderen Festen wie Weihnachten der Brummtopf gespielt und Masken getragen.
Als frühestes, bestes und unbeschnittenes Exemplar des Rommelpotspielers mit 5 Kindern gilt die „Munich-Version“, entstanden 1618–1622 (ehemals Privatsammlung Niederlande, siehe Slive 1989 S. 148, nun in einer Privatsammlung in München) und die etwas spätere, beschnittene „Kimbell-Art-Museum-Version“ ehemals Sammlung Sir Frederick Cook, heute in Fort Worth, Texas. Beide Gemälde sind von mehreren Museen und anerkannten Instituten untersucht.
Die beschnittene Kimbell-Version wurde bis 1974 von Slive selbst (Bd.3 1974 Kat.Nr.L3-1) und allen anderen Hals-Experten als Kopie nach einem verschollenen Original eingeordnet. 1989/90 präsentierte er dieses Werk in der Frans-Hals-Ausstellung überraschend als Originalwerk des Künstlers (vgl. Ausstell.-Katalog Washington/London/Haarlem 1989/90). Eine nicht nachvollziehbaren Entscheidung, der sich C. Grimm 1989 und 2002, P. Sutton 1990, das Frans Hals Museum 1994 und 1998, J. Müller Hofstede 1995, W. L. van de Watering 1991 und andere Hals-Experten jedoch nicht anschließen.
Als frühestes, bestes, unbeschnittenes, untersuchtes, sogar im Türstock monogrammiertes Exemplar des Rommelpotspielers mit 6 Kindern zählt die „Munich-Version“ – nun in einer Privatsammlung in München. Die Wilton-House-Version (Privatsammlung des Earl of Pembroke Wales) entstand etwas später.
Diese vier Versionen des Rommelpotspielers mit 5 und 6 Kindern dokumentieren am besten – außer den späteren Kopien – die Genremalerei in diesem Sujet zwischen 1618 und 1630 des Frans Hals. Außerdem gibt es noch andere Versionen mit Einzelabbildungen des Rommelpotspielers ohne Kinder.